# نبيل مسعود
نبيل مسعود هو أحد أعضاء وحدة الاستشهاديين في كتائب شهداء الأقصى الجناح العسكري لحركة التحرير الوطني الفلسطيني (فتح) منفذ عملية تفجير ميناء إسدود ومحمود سالم أحد أعضاء كتائب القسام.

## تفاصيل العملية
تُعتبر «وحدات الإستشهادي نبيل مسعود» وحدات عسكرية تابعة لكتائب شهداء الأقصى أسَّسها حسن المدهون في عام 2005.